# II Liceum Ogólnokształcące im. Stanisława Wyspiańskiego w Legnicy
II Liceum Ogólnokształcące im. Stanisława Wyspiańskiego w Legnicy – liceum ogólnokształcące w Legnicy, jedna z najstarszych szkół w mieście.

## Historia
Obiekt zbudowano przy ulicy Zielonej 17 (niem. Grünstraße) na terenie Parku Miejskiego pomiędzy sierpniem 1898 a październikiem 1899 zgodnie z projektem Lothara Schönfelda – ówczesnego kierownika miejskiego urzędu budowlanego. Składa się on z dwóch jednakowych części będących swoim lustrzanym odbiciem, połączonych wspólną aulą, z których każda posiada osobne wejście i klatkę schodową. Przed wojną w budynku mieściły się siedziby ewangelickiej szkoły powszechnej nr 6 i 7, z czego w pierwszej edukację pobierali uczniowie płci męskiej, a funkcję jej rektora pełnił pierwotnie Hermann Rindfleisch, natomiast w drugiej – uczniowie płci żeńskiej, z rektorem Eduardem Jacobaschem. Szkoły określano wspólną nazwą Grünschule lub Haagschule.
Po wojnie założono tu szkołę w 1948, spełniającą zadania nauczania podstawowego i licealnego. 21 sierpnia 1952 z rozporządzenia Ministra Oświaty została zatwierdzona jej nazwa: Szkoła Podstawowa i Liceum Ogólnokształcące im. Stanisława Wyspiańskiego w Legnicy. 10 czerwca 1961 wręczono sztandar ufundowany przez Komitet Rodzicielski. 17 lutego 1967 placówka została podzielona na Szkołę Podstawową nr 9 i II Liceum Ogólnokształcące.

## Dyrekcja szkoły
| Imię i nazwisko             | Funkcja        | Lata pełnienia funkcji        |
| --------------------------- | -------------- | ----------------------------- |
| Józef Gołąbiewski           | dyrektor       | 1948–1955                     |
| Bernard Hausler             | dyrektor       | 1951                          |
| Kazimierz Kokot             | dyrektor       | 1952–1963                     |
| Adam Tomczyk                | dyrektor       | 1963–1970                     |
| Wiktoria Kowalczyk          | p.o. dyrektora | 1970                          |
| Władysław Szymala           | dyrektor       | 1970–1982                     |
| Marianna Ostrouch           | p.o. dyrektora | 1983                          |
| Edward Oleśkiewicz          | dyrektor       | 1983–1990                     |
| Marian Filipczak            | dyrektor       | 1990–1992                     |
| Wit Pyziński                | dyrektor       | 1992–2002                     |
| Grażyna Ciosmak             | dyrektor       | 2002–2018                     |
| Anna Górska                 | p.o. dyrektora | 2018–2019                     |
| Anna Górska                 | dyrektor       | 2019–                         |
| Aleksander Kociałkowski     | wicedyrektor   | 1948–1952                     |
| Józefa Kossów               | wicedyrektor   | 1952–1963                     |
| Jadwiga Ziemniak            | wicedyrektor   | 1953–1963                     |
| Aleksander Głogocki         | wicedyrektor   | 1963–1970                     |
| Leszek Purgał               | wicedyrektor   | 1970–1977 1980–1982 1990–2002 |
| Czesław Kozak               | wicedyrektor   | 1977–1978                     |
| Teresa Janowska             | wicedyrektor   | 1978–1980                     |
| Marianna Ostouch            | wicedyrektor   | 1982–1983                     |
| Janina Odzierejko           | wicedyrektor   | 1983–1985                     |
| Leonarda Nec                | wicedyrektor   | 1985–1990                     |
| Wanda Murawiecka            | wicedyrektor   | 2002–2012                     |
| Anna Górska                 | wicedyrektor   | 2012–2018                     |
| Magdalena Wodała-Turkiewicz | wicedyrektor   | 2018–                         |

## Absolwenci
- Małgorzata Domagalik – dziennikarka
- Gabriel Fleszar – muzyk
- Paweł Kostrzewa – dziennikarz
- Ryszard Kryza – prof. geologii
- Adam Lipiński – polityk, poseł na Sejm
- Magda Mołek – dziennikarka